# أنطوان دانيال
أنطوان دانيال (بالفرنسية: Antoine Daniel) هو مهندس الصوت ويوتيوبي فرنسي، ولد في 23 أبريل 1989 في Enghien-les-Bains ‏ في فرنسا.

## وصلات خارجية
- أنطوان دانيال على موقع IMDb (الإنجليزية)
- أنطوان دانيال على موقع ميوزك برينز (الإنجليزية)